# Joan Navarro i Badia
Joan Navarro i Badia   (Barcelona, 8 de setembre de 1955) és un editor, col·leccionista i crític de còmics català, director i propietari d'EDT. És cofundador de la llibreria especialitzada en còmics Continuarà Còmics, inaugurada el 1980. Entre 1988 i 1994 fou director del Saló Internacional del Còmic de Barcelona. Valedor de la línia clara, Tintín i Josep Coll, és també expert en El Capitán Trueno.
A part de totes les seves activitats relacionades amb el món del còmic, des de 1976 és també membre del grup de música Melodrama, del qual és teclista.

## Biografia

### Inicis professionals
Navarro fou un dels fundadors del Club Amigos de la Historieta el 1974. Va col·laborar amb la revista Bang! i va dirigir la Guía quincenal del còmic (1979-1980). Aquest últim any també va començar a escriure una secció de crítiques per Comix Internacional de Toutain Editor i, juntament amb Josep Maria Delhom, va redactar el Catàleg del còmic a Espanya, 1915-1965. També el 1980, amb Albert Mestres, obrí la llibreria especialitzada "Continuarà Còmics", originàriament ubicada en un humil local al centre de Barcelona. Amb els anys, la llibreria va anar creixent, es traslladà a l'actual local ubicat a la Via Laietana i el 2009 obtingué el premi a la millor llibreria especialitzada del Saló del Còmic. Des de "Continuarà Còmics" va publicar el butlletí Full Informatiu, alhora que va dirigir el segell Unicorn.

### Artífex delboomdel còmic adult
El 1981, Rafa Martínez va acudir a Navarro per tal de fitxar-lo per Norma Editorial, esdevenint el director d'emblemàtiques i populars revistes de còmic de l'època, com Cimoc, un mostrari de còmic europeu contemporani, i Cairo, dedicada a les vanguàrdies del còmic i abanderada de la línia clara francobelga. També editades per Norma, va dirigir les revistes Hunter, dedicada al còmic western, i Sargento Kirk, que devia el seu nom al còmic d'aventures homònim creat per Hugo Pratt. No obstant, aquestes dues darreres revistes comptaren amb una vida més efímera que les longeves Cimoc i Cairo.
El 1984, Navarro va abandonar Norma per embarcar-se en la creació d'una editorial pròpia, a la qual va anomenar Complot. La nova editorial, no obstant, va comptar amb una vida efímera i es va acabar dissolent el 1991. En aquest pocs anys d'existència, Complot va llançar al mercat una revista de còmics homònima i va crear la col·lecció Misión Impossible, formada per àlbums independents i monogràfics d'obres d'autors autòctons. Cada àlbum recopilava sèries que havien sigut prèviamet publicades en revistes mensuals, arrivant a publicar un total de 26 àlbums. Més endavant, el 1989, Complot treia al mercat el seu darrer projecte, Krazy Comics, una revista teòrica sobre el novè art.
Encara involucrat amb Complot, el 1988 Navarro va esdevenir el nou director del Saló Internacional del Còmic de Barcelona, que reobria les portes després de dos anys sense haver-se celebrat degut a motius pressupostaris. Navarro va dirigir el Saló un total de set edicions seguides, fins al certamen de 1994. Aleshores, el Saló ja havia esdevingut un fenomen de masses i un referent a nivell europeu.
Durant aquesta època, Navarro es va veure involucrat en una polèmica per la retirada de la seva col·laboració a l'exposició madrilenya Una Historieta democrática. En senyal de protesta per la participació del Govern espanyol a la Guerra del Golf, Navarro juntament amb quatre reconeguts autors com Pere Joan, Xavier Mariscal, Nazario i Pons, van negar la seva participació a l'exposició organitzada pel Ministeri de Cultura el 1992.

### Director de Glénat i propietari d'EDT
El 1993 es va convertir en director de Glénat Espanya, des de la qual va llançar la revista Viñetas i un sens fi de col·leccions, tant d'autors espanyols com estrangers, amb una gran presència de manga. Va continuar col·laborant amb Guillem Cifré en una sèrie de tires publicades al diari Avui (2000-2003), després recopilades amb el títol El tio del final. L'octubre de 2011, va adquirir, amb Félix Sabaté, el 100% del capital de Glénat Espanya a Editions Glénat, i la va rebatejar l'any següent com a EDT, que tancà el juliol del 2014.